# Alejandro Robaina
Alejandro Robaina (Alquízar, 20 de marzo de 1919 – San Luis (Pinar del Río), 17 de abril de 2010) fue un cultivador de tabaco cubano.

## Biografía
Robaina nació en Alquízar en la Provincia de La Habana per se crio y vivió así toda su vida en la zona tabacalera de Vuelta Abajo en el distrito de Provincia de Pinar del Río donde su familia cultivaba tabaco desde 1845. Se involucró en el negocio de cultivo de tabaco de su familia a los diez años, habiendo fumado su primer cigarro poco antes. Se hizo cargo de las operaciones de la plantación después de la muerte de su padre Maruto Robaina, también un aclamado cultivador de tabaco en 1950, y permaneció como cultivador independiente incluso después de la Revolución Cubana de 1959 cuando las plantaciones fueron absorbidas por las cooperativas. En una entrevista de 2006 con la revista Cigar Aficionado, Robaina afirmó que habló con Castro y que "le dije a Fidel que no me gustaban las cooperativas ni las fincas estatales y que la mejor forma de cultivar tabaco era a través de la producción familiar. Quería que me uniera a una cooperativa y le dije que no."
Las hojas de tabaco de las plantaciones de Robaina a menudo se consideran entre las mejores del mundo y han sido utilizadas por marcas de cigarros de alta calidad como Cohiba y Hoyo de Monterrey. Robaina se puso el apodo del "Padrino del tabaco cubano"
Durante la década de los 90, Robaina fue reconocido por el gobierno cubano como el mejor cultivador de tabaco del país. En 1997, la compañía de cigarros Vegas Robaina fue creada por la empresa estatal cubana
Habanos S.A. en honor a la colaboración de Robaina a la industria, aunque a los expertos en cigarros les ha costado mucho detectar el tabaco de Robaina en el cigarro y el propio Robaina nunca dio una respuesta definitiva. Robaina es el único cultivador de tabaco con un puro cubano que lleva su nombre y ha pasado varias décadas viajando por el mundo como embajador no oficial del tabaco y los puros de Cuba. Sus viajes disminuyeron a medida que envejecía y recibía visitas en su casa y plantación de miles de entusiastas de los cigarros y turistas anualmente.
A Robaina se le diagnosticó un cáncer en 2009 y murió en su casa en la plantación de tabaco cerca de San Luis (Pinar del Río). Entregó la mayoría de las operaciones diarias de la plantación a su nieto Hiroshi varios años antes de su muerte.